# صحرا (فیلم ۱۹۹۵)
«صحراا» (انگلیسی: Sahara) فیلمی در ژانر جنگی است که در سال ۱۹۹۵ منتشر شد. از بازیگران آن می‌توان به جیم بلوشی و مایکل ماسی اشاره کرد.

## داستان
در ژوئن ۱۹۴۲، در آستانهٔ نبرد نخست العلمین، گروهبان آمریکایی جو گان و خدمهٔ تانک ام۳ لی به نام «لولو بل» تنها بازماندگان یگان خود هستند. در محاصرهٔ نیروهای دشمن، چاره‌ای جز حرکت به سوی جنوب ندارند. آن‌ها در یک ایستگاه کمک‌های اولیهٔ ویران‌شده با گروهی از نیروهای متفرق متفقین روبه‌رو می‌شوند. این گروه که توسط دکتر بریتانیایی، کاپیتان هالیدی، هدایت می‌شود، تصمیم می‌گیرند برای فرار از نیروهای در حال پیشروی سپاه آفریقا، با گان همراه شوند. در مسیر، ابتدا سرباز سودانی بریتانیا تامبول و اسیر ایتالیایی‌اش جوزپه را سوار می‌کنند، و سپس خلبان سرنگون‌شدهٔ لوفت‌وافه، ستوان فون اشلتو را. این گروه برای یافتن آب، به یک آبادی متروکه در صحرا می‌رسند. با نزدیک‌شدن نیروهای آلمانی، تصمیم می‌گیرند بمانند و از چاه دفاع کنند و در برابر یک گردان ۵۰۰ نفرهٔ آلمانی مقاومت کنند.
در این زمان، چاه کاملاً خشک شده است. تقابل و نبردی از جنس اراده‌ها میان گان و فرماندهٔ آلمانی، سرگرد فون فالکن، آغاز می‌شود. گان وانمود می‌کند که چاه پر از آب است و با مذاکره زمان می‌خرد. سرانجام آلمانی‌ها حمله می‌کنند، اما بارها و بارها عقب رانده می‌شوند، در حالی که مدافعان یکی پس از دیگری کشته می‌شوند. در جریان نبرد، فون اشلتو، خلبان آلمانی، تلاش می‌کند فرار کند و جوزپه که می‌خواهد مانع او شود، زخمی می‌شود. سپس جوزپه با تیر آلمانی‌ها کشته می‌شود، هنگامی که تلاش دارد گان را آگاه کند. تامبول به تعقیب فون اشلتو می‌پردازد و او را می‌کشد، اما در بازگشت هدف گلوله قرار می‌گیرد. پیش از مرگ، به دیگران می‌گوید که آلمانی‌ها متوجه خشک‌بودن چاه نشده‌اند.
وقتی فرماندهٔ آلمانی برای پایان‌دادن به بن‌بست اقدام می‌کند، لرو، سرباز فرانسوی بدبین، بیرون از سنگر با او روبه‌رو می‌شود و او را می‌کشد، اما در راه بازگشت با تیر یک تک‌تیرانداز از پای درمی‌آید. با کشته‌شدن فرمانده، حملهٔ نهایی آلمانی‌های تشنه و دیوانه‌شده به تسلیم کامل تبدیل می‌شود؛ آن‌ها سلاح‌هایشان را رها می‌کنند و با چنگ‌زدن به شن‌های داغ، خود را به چاه می‌رسانند. گان با شگفتی درمی‌یابد که یک گلولهٔ آلمانی که در چاه منفجر شده، منبعی از آب را آزاد کرده است. گان و بیتس، تنها بازماندگان متفقین، آلمانی‌ها را در حالی که آب می‌نوشند خلع سلاح می‌کنند. در پایان، یک گشت صحرایی دوربرد بریتانیا به آبادی می‌رسد تا مسئولیت اسرا را بر عهده بگیرد.